# Vert csipke

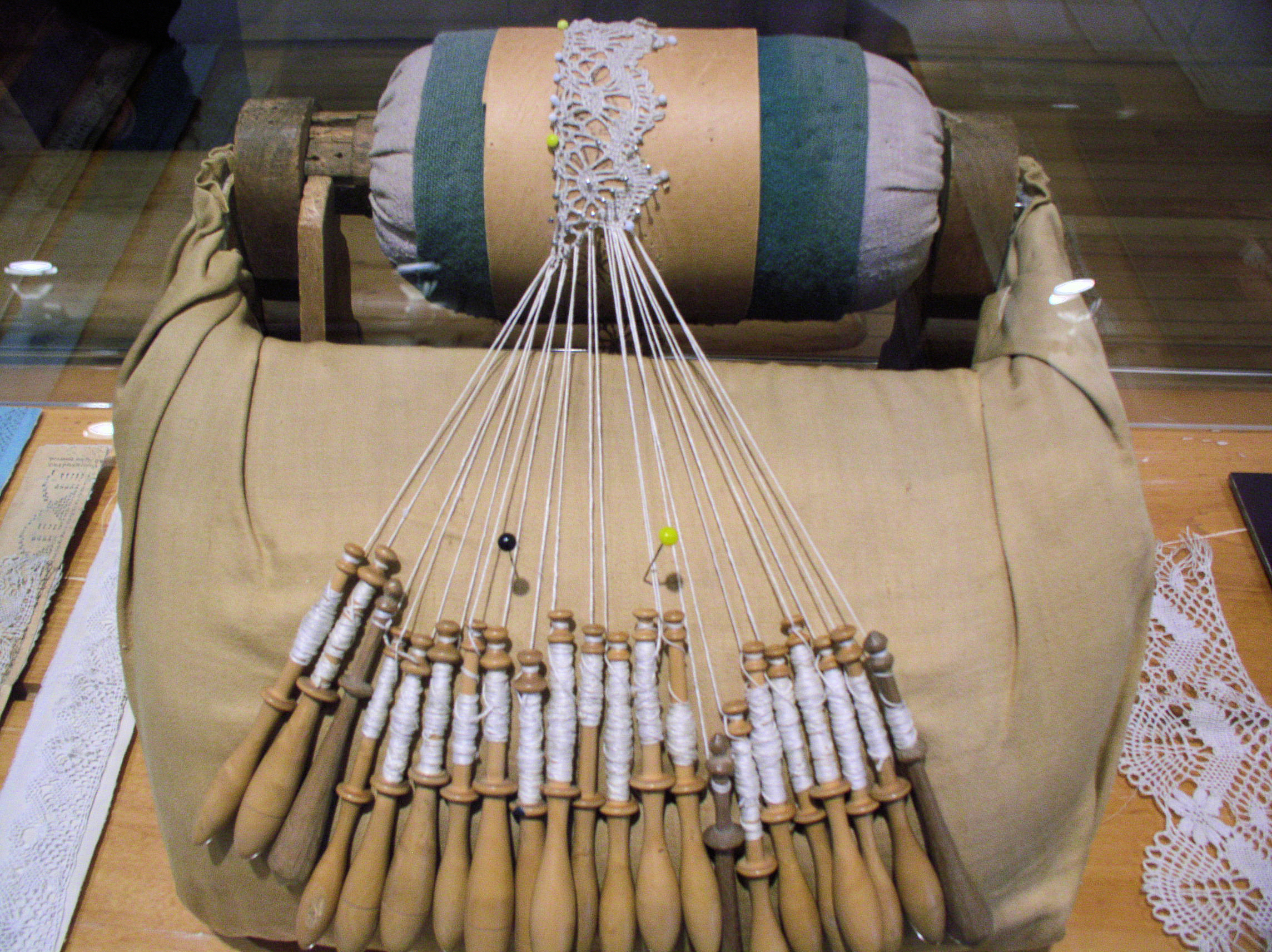
Készülő vert csipke a Musée des Ursulines de Québecben

A vert csipke vagy klöpli olyan csipke, melyet több, orsókra tekert fonallal egyszerre dolgozva készítenek.

## Készítése
A vert csipke készítéséhez több eszköz is szükséges. Legalább négy fonallal készül, de ennél többel is dolgozhat a csipkeverő. A jellemzően cérna-, len-, gyapjú- vagy selyemfonalat fa orsókra („csipkeverő fácska”, „csipke verőke”) tekerik, ezekkel vezetik a fonalat. Az első verőkéket állati csontból készítették. A csipkeverő párna fűrészporral töltött, lehet henger vagy négyszög alakú, erre kerül a papírra rajzolt minta. A fonalakat gombostű segítségével kettesével a minta fölött letűzik. A legegyszerűbb mintákhoz elegendő négy orsó, nagyon bonyolult minták esetén akár 1200-at is használhatnak. A csipkeverés műveletei közé tartozik a fonás, a csavarás és a szövés. A csipkeverés bonyolultsága miatt hosszú időn át kell tanulni és gyakorolni ahhoz, hogy valaki művészi szintre fejleszthesse a képességeit.

## Eredete

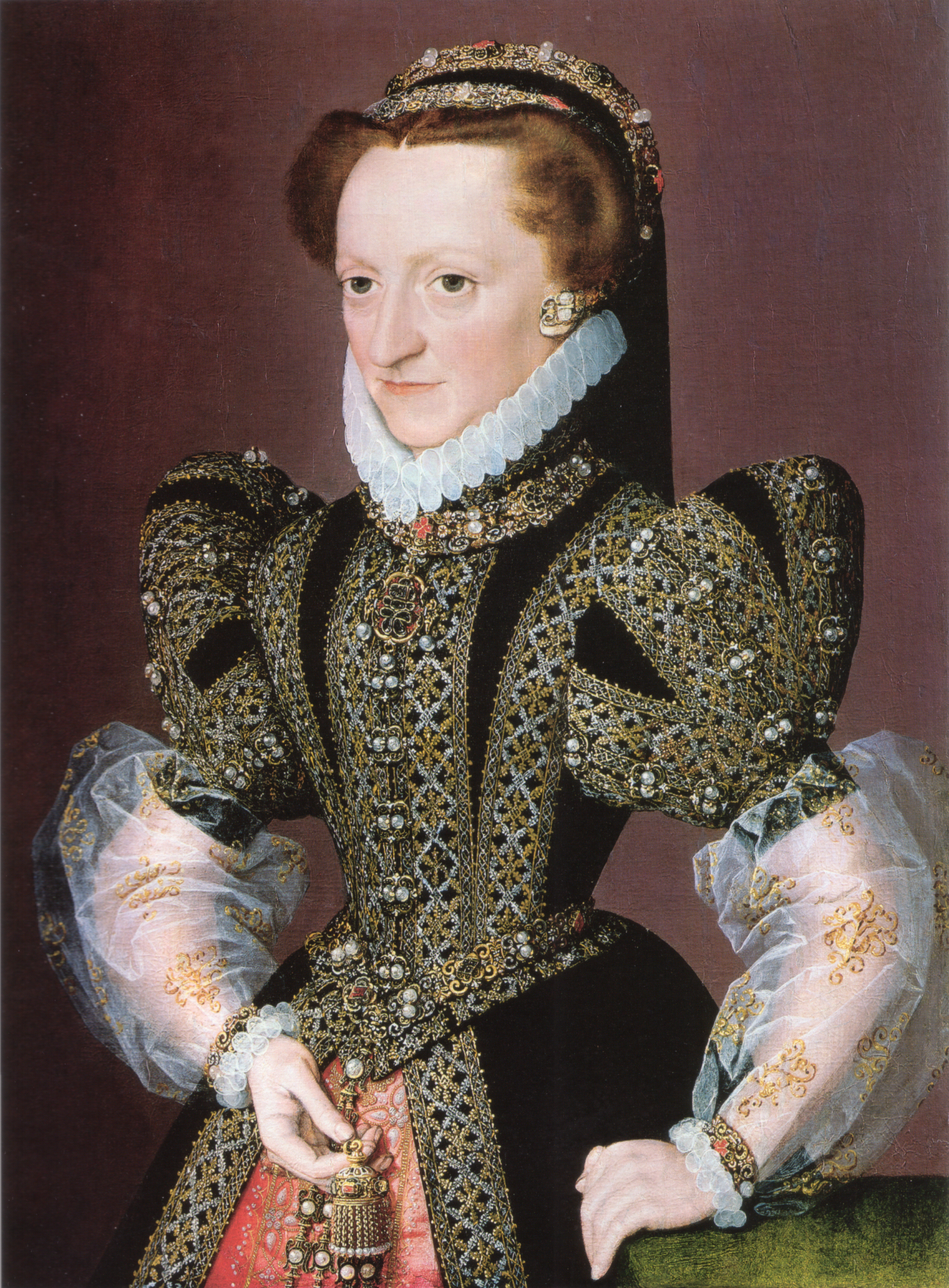
Arany- és ezüstfonalas vert csipke, 1570 körül

Legkorábbi említése egy 1493-ban keltezett, a milánói Sforza-családból származó végrendelet, amelyben szó esik egy 12 orsóval készült csipkéről.
A vert csipke a paszományból illetve rojtból fejlődött tovább a 16. századi Itáliában, de a francia és a német csipkeverés is továbbfejlesztette, majd egész Európában elterjedt, köszönhetően annak, hogy anyagai megfizethetőek voltak és jobban fizetett, mint a fonás, a szövés vagy a varrás.
A 17. században a flamand és normand textilközpontok túlszárnyalták az itáliaiakat, és a vert csipke elsődleges forrásaivá váltak, a gépesítés megjelenéséig azonban a kézi csipkeverést egész Európában gyakorolták.

## Magyarországon
Hazánkban a vert csipke elterjedt, de jobbára készítési gócok ismeretesek. Az egyes falvakba vándorárusok segítségével jutott el, ami miatt helyenként „tót csipke” néven ismert. Eleinte nagy szerepet töltöttek be a német anyanyelvű csipkeverők. A Sárközben gabócát készítettek női ingek ujjára, általában fehér cérnából. Torockón színes gyapjúból készült a veréshez használt fonál, amely jobbára nem jellemző a vert csipkére. Kötényeket és mellényeket díszítettek vele. A Dél-Dunántúlon és a Felső-Magyarországon is vertek fehér színű csipkét, vastag fonalból.

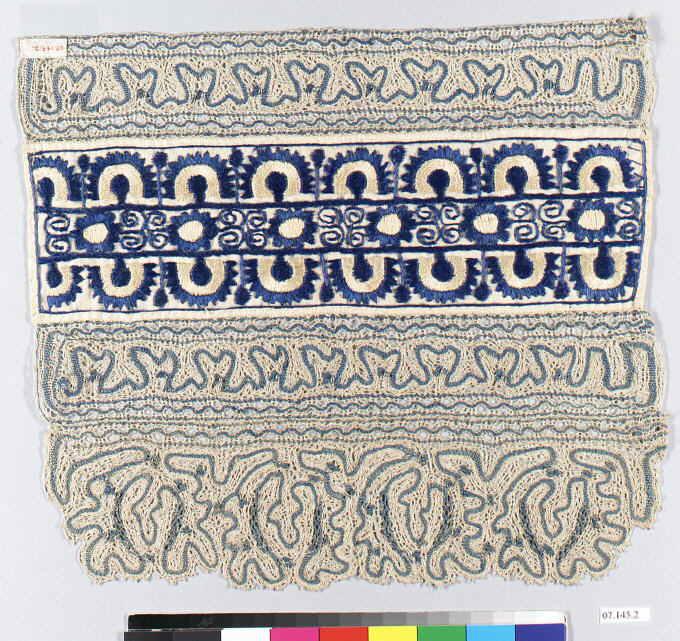
Vert csipkés kézelő, Magyarország, 19. század közepe
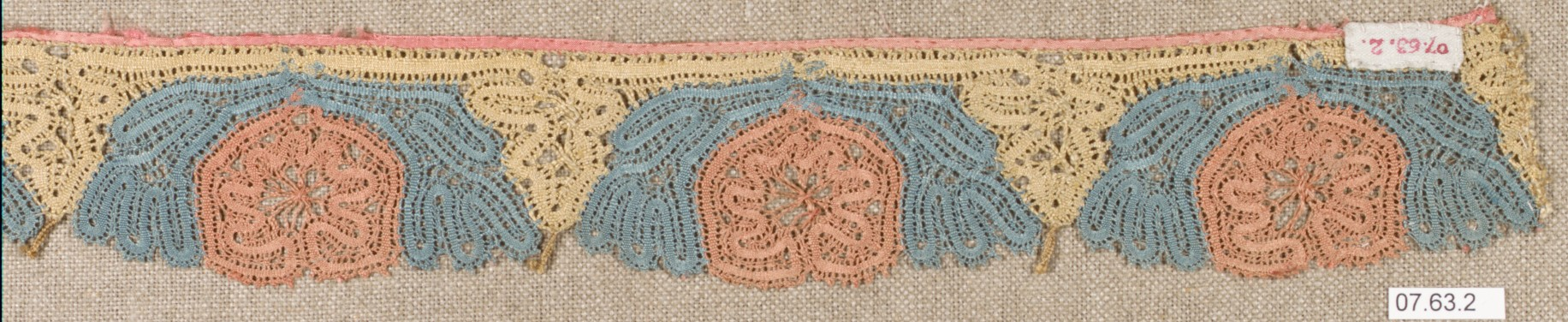
Feltehetően 18. századi vert csipke Felső-Magyarországról
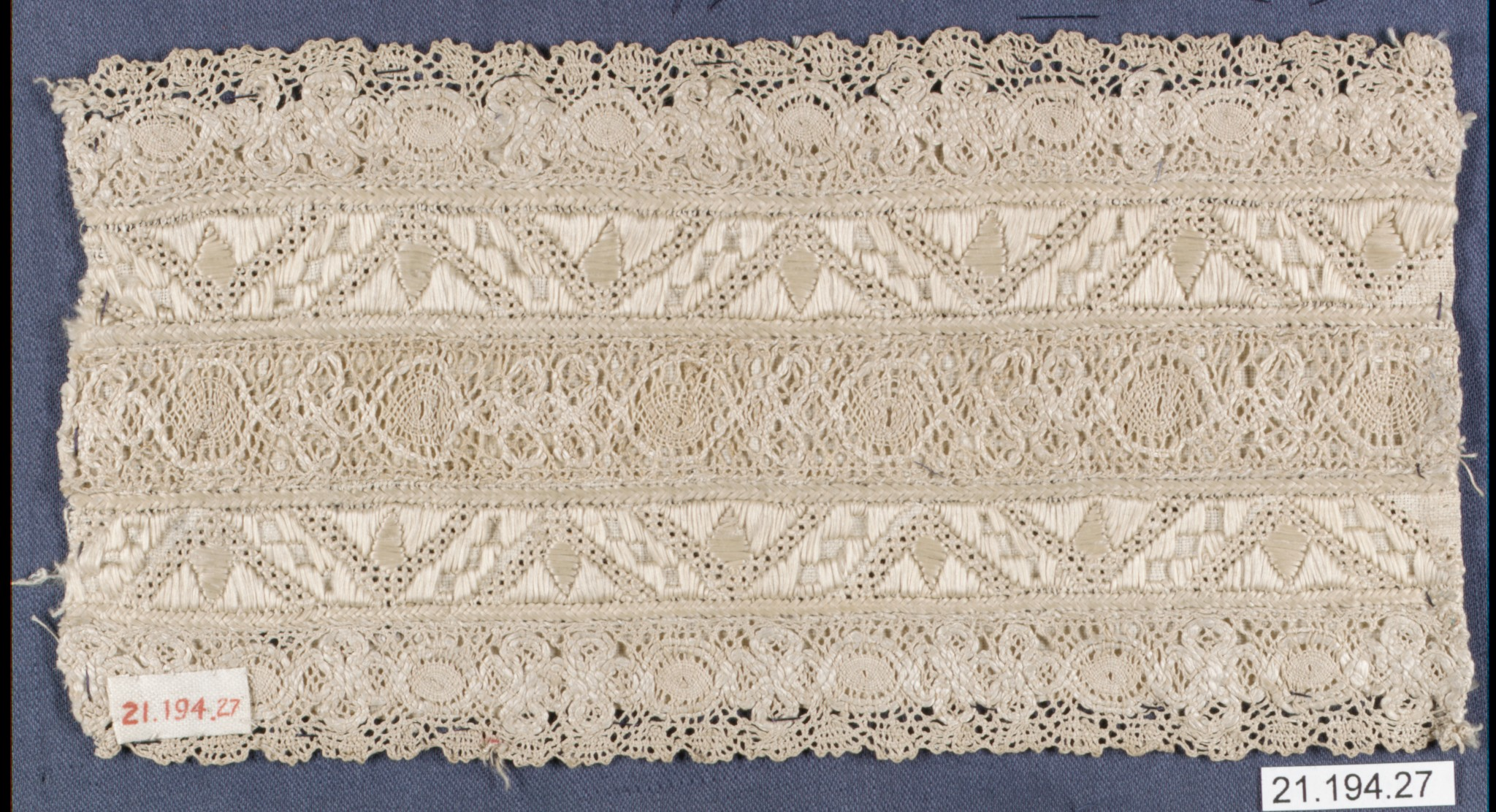
Fehér vert csipke a 18. század végéből, Felső-Magyarországról

## Fordítás
- Ez a szócikk részben vagy egészben  a   bobbin lace című angol Wikipédia-szócikk ezen változatának fordításán alapul.  Az eredeti cikk szerkesztőit annak laptörténete sorolja fel. Ez a jelzés csupán a megfogalmazás eredetét és a szerzői jogokat jelzi, nem szolgál a cikkben szereplő információk forrásmegjelöléseként.